# Owczary (Pequeña Polonia)
Owczary [pronunciación en polaco: /ɔfˈt͡ʂarɨ/] es un pueblo en el distrito administrativo de Gmina Zielonki, dentro del condado de Cracovia, Voivodato de Pequeña Polonia, en el sur de Polonia. Se encuentra aproximadamente a 13 kilómetros norte de la capital regional Cracovia.
El pueblo tiene una población de 900 habitantes.